# Glossocratus pygmaeus
Glossocratus pygmaeus är en insektsart som beskrevs av Rauno E. Linnavuori 1975. Glossocratus pygmaeus ingår i släktet Glossocratus och familjen dvärgstritar. Inga underarter finns listade i Catalogue of Life.